# Wściekli
Wściekli (fr. les enragés) – najbardziej radykalne, lewicowe stronnictwo podczas rewolucji francuskiej. Przedstawiciele sankiulotów. 
Domagali się radykalnej rozprawy z przeciwnikami rewolucji, powszechnego prawa wyborczego oraz wprowadzenia ustroju republikańskiego. Żądali równości socjalnej i politycznej, rozdawnictwa zboża, zniesienia podatków na żywność i armii składającej się wyłącznie z rewolucjonistów. Zwalczali żyrondystów. Dążyli do wojny z Austrią. Opowiadali się za dyktaturą plebsu do tego stopnia, że proponowali eksterminację wszystkich bogatych. Na ich czele stał ksiądz Jakub Roux, a przedstawicielem w parlamencie był Gracchus Babeuf, twórca babuwizmu. W późniejszym okresie rewolucji (po wyborach we wrześniu 1792) nazwali się Gwardią Narodową. W marcu 1794 roku doszło do rozbicia radykałów spod znaku Héberta – hebertystów. W wyniku tych okoliczności pozbawieni wolności bądź zgilotynowani zostali również i działacze stronnictwa „wściekłych”. 